# District de Gaochang
La district de Tourfan (chinois : 高昌区 ; pinyin : gāochāng qū ; litt. « arrondissement hautement fleurissant » ; ouïghour : تۇرپان ۋىلايىت) est une subdivision administrative de l'est de la ville de Tourfan du région autonome du Xinjiang en Chine.
Le district est situé sur l'emplacement de l'ancienne ville de Gaochang.

## Climat
Le climat est de type continental sec. Les températures moyennes pour la ville de Tourfan vont d'environ −11 °C pour le mois le plus froid à +27 °C pour le mois le plus chaud, et la pluviométrie y est de 35 mm.

## Démographie
La population de la préfecture était estimée à 550 000 habitants en 2000 et à 571 711 habitants en 2004.